# Aleurodicus rugioperculatus
Aleurodicus rugioperculatus là một loài côn trùng cánh nửa trong họ Aleyrodidae, phân họ Aleurodicinae.
Aleurodicus rugioperculatus được Martin miêu tả khoa học đầu tiên năm 2004.